# Villamos-dízelmozdony

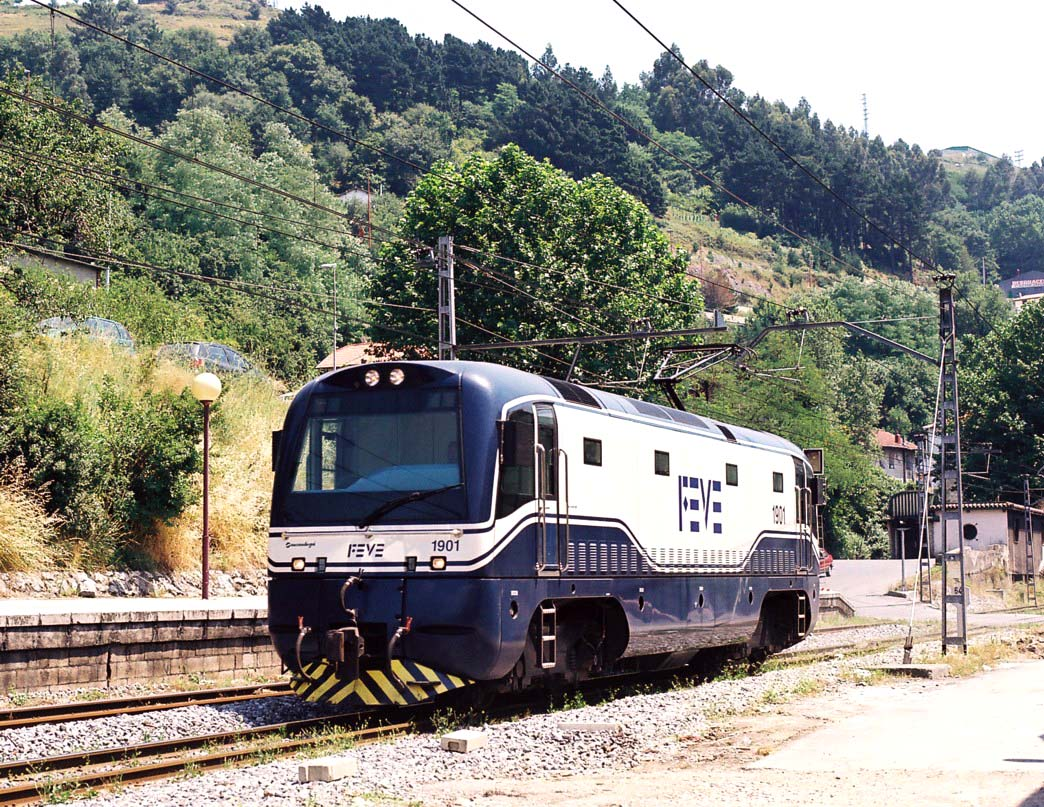
Spanyol villamos-dízel mozdony

Nem összekeverendő a dízel-villamos mozdonnyal!
A villamos-dízel mozdony egy olyan vasúti vontatójármű, mely egyaránt képes villamosított vasútvonalon a felsővezetékből vagy a harmadik sínből vett elektromos áramot hasznosítani, míg a nem villamosított vonalakon a saját dízelmotorjával termeli meg a vontatási energiát.

## Előnyei
A hagyományos dízelmozdonnyal szemben néhány jelentős előnnyel rendelkezik a villamos-dízel mozdony. Mivel a villamosított vonalakon úgy közlekedik, mint egy villamos mozdony, a dízelüzemanyag-fogyasztása, a károsanyag-kibocsátása, valamit a zajterhelése csökken. Az utazási időt is lehet csökkenteni, mivel a villamosított s nem villamosított vonalak találkozásánál el lehet kerülni a mozdonycserét. A villamos-dízel mozdony számos előnnyel rendelkezik a villamos mozdonnyal szemben is, mivel független a villamosenergia-ellátó rendszer hibájából vagy baleset miatt adódó energiakimaradástól.
A Bombardier tervezett és már meg is kezdte a gyártását egy új villamos-dízelmozdony-sorozatnak, az ALP-45DP sorozatnak, a montreáli New Jersey Transit (USA) és az AMT (Kanada) számára. Az ALP-45DP egyaránt képes 25 kV 60 Hz és 12 kV 25 Hz, valamint 750 V egyenáramú felsővezetéki rendszer alatt üzemelni. A többrendszerű villamos-dízel mozdonyoknak azokon a vasutakon, ahol a nem villamosított vonalak teszik ki a hálózat jelentős részét (mint pl. az USA-ban), kétséges a szükségessége.
Európában, ahol a vasútvonalak nagy százaléka villamosított, jelentős igény van rá. 2004. május 9-én Halkali–Köln között közlekedő tehervonatot egy ES64F4 sorozatú EuroSprinter négyrendszerű villamosmozdony és egy Siemens ER 20 sorozatú Eurorunner dízelmozdony továbbította. 3000 kilométert tettek meg, hat országon keresztül, 79 óra alatt, mozdonycsere nélkül. Kamionokkal ez az út 96 órát igényel, és sokkal több káros anyagot bocsátanak ki ez alatt. Az ER 20 dízelmozdony számos szakaszon vontatta a vonatot Bulgáriában, de a teljes úton 80 tonna többletterhet kellett vontatni. A két Siemens-mozdony kapcsolt üzeme bizonyította, hogy a vasút versenyképessége javítható, ha a határokon átjárás és a gépcserével járó időveszteségek elkerülhetők.
Az InnoTrans 2010 vasúti szakvásáron bemutatott Bombardier ALP-45DP mozdonya egy géptérben valósítja meg a dízel- és a villamos vontatást. Amerikában 22,5 tonnát meghaladó tengelyterhelésű vonatok közlekedtethetők, ott tehát nem jelent nagy nehézséget a kivitelezés. Mekkora lesz a tömege egy teljes értékű dízel villamos mozdonynak? Az új mozdony egy dízelmotor-generátor egységet igényel, ez kb. 12 tonna. A dízelüzemanyag-tank és a dízelolaj további 12 tonnát tesz ki. A dízelberendezések 24 tonnáját adjuk hozzá a 87 tonnás ES64F4 villamos mozdony súlyához, és e szerint egy villamos-dízel mozdony teljes súlya kb. 111 tonna lesz. A mozdony tengelyterhelése ezért 27,5 t lesz, de nagyon kevés európai vonal van, ahol ilyen nagy tengelyterhelés megengedett. Ez egy megvalósíthatatlan megoldás, ez a mozdony csak hattengelyes kivitelben valósulhat meg. A tervezők úgy vélik, a hattengelyes villamos-dízel mozdony 24 tonna többletberendezést igényel, 6,4 MW teljesítmény és 22 tonna tengelyterhelés mellett. A számítások azt mutatják, hogy az a villamos mozdony, amin az új jármű alapul, 108 tonna lehet 60 kW/t fajlagos érték mellett. Ha a mozdony kimenőteljesítménye 5,6 MW, amilyen számos található Európa szerte, akkor a villamos mozdonynak 52 kW/t mutatóval kell rendelkeznie. Új, négyrendszerű, hattengelyes villamos mozdony jelenleg nem üzemel. Meghatározott kimenőteljesítményű, modern, egy- vagy kétrendszerű, hattengelyes villamos mozdonyok, aszinkron vontatómotorral 50-60 kW/t mutatókkal rendelkeznek. Így ma létre lehet hozni négyrendszerű, hattengelyes, 5,6–6,4 MW kimenőteljesítményű mozdonyt, ami megfelel egy- vagy kétrendszerű aszinkron vontatómotoros mozdonynak. A villamos mozdony tömege mintegy 108 tonna lehet, amit a két rendszer (villamos és dízel megvalósítása) 132 tonnára növelhet. A modern technológia eszerint lehetővé teszi a négyrendszerű kétféle üzemmódú hattengelyes, aszinkron vontatómotoros létrehozását 5,6–6,4 MW kimenő teljesítménnyel villamos üzemmódban, és 2–2,4 MW dízel módban 22 tonna tengelyterhelés mellett. Az ALP-45DP két dízel motoros kivitelben készül, így a mozdonynak dízel vontatáskor is rendelkezésre áll 4,8 MW motorteljesítmény. Európában egy áramrendszerű villamos-dízelt épített a CAF, Spanyolország, CC 3600 sorozatszámmal. A Bombardier pedig az SNCF számára gyárt egy- és kétrendszerű villamos-dízel AGC személyszállító motorvonatokat, amelyek az üzemmódváltás-kényszerű vontatójármű cseréjét teszik feleslegessé.